# Купинецький Кралєвець
Купинецький Кралєвець (хорв. Kupinečki Kraljevec) — населений пункт у Хорватії, у складі громади Загреба.

## Населення
Населення за даними перепису 2011 року становило 1 957 осіб.
Динаміка чисельності населення поселення:

## Клімат
Середня річна температура становить 10,41 °C, середня максимальна – 24,64 °C, а середня мінімальна – -6,32 °C. Середня річна кількість опадів – 943 мм.
| Клімат поселення                              | Клімат поселення | Клімат поселення | Клімат поселення | Клімат поселення | Клімат поселення | Клімат поселення | Клімат поселення | Клімат поселення | Клімат поселення | Клімат поселення | Клімат поселення | Клімат поселення | Клімат поселення |
| Показник                                      | Січ.             | Лют.             | Бер.             | Квіт.            | Трав.            | Черв.            | Лип.             | Серп.            | Вер.             | Жовт.            | Лист.            | Груд.            |                  |
| Середній максимум, °C                         | 6,06             | 8,11             | 12,58            | 16,84            | 21,54            | 24,64            | 24,05            | 23,51            | 19,70            | 14,50            | 8,65             | 4,83             |                  |
| Середня температура, °C                       | −0,15            | 1,94             | 6,40             | 10,66            | 15,37            | 18,47            | 20,23            | 19,68            | 15,86            | 10,66            | 4,81             | 0,99             |                  |
| Середній мінімум, °C                          | −6,32            | −4,26            | 0,20             | 4,48             | 9,18             | 12,30            | 16,40            | 15,85            | 12,02            | 6,83             | 0,98             | −2,85            |                  |
| Норма опадів, мм                              | 53               | 51               | 63               | 70               | 80               | 98               | 88               | 94               | 92               | 92               | 93               | 69               |                  |
| Середньомісячна швидкість вітру, м/с          | 1.61             | 1.80             | 2.20             | 2.10             | 1.95             | 1.80             | 1.70             | 1.60             | 1.52             | 1.60             | 1.70             | 1.67             |                  |
| Середньомісячна сонячна радіація, кДж/м²·день | 4159             | 6849             | 10479            | 14962            | 19052            | 20995            | 21965            | 18935            | 14066            | 8707             | 4574             | 3372             |                  |
| --------------------------------------------- | ---------------- | ---------------- | ---------------- | ---------------- | ---------------- | ---------------- | ---------------- | ---------------- | ---------------- | ---------------- | ---------------- | ---------------- | ---------------- |
| Джерело:                                      |                  |                  |                  |                  |                  |                  |                  |                  |                  |                  |                  |                  |                  |